# 필리피니즘
필리피니즘(이탈리아어: Filippinismo)은 이탈리아에서 19세기 말 프란체스코 필리피니 (이탈리아어: Francesco Filippini)의 영향을 받아 발전한 예술 운동이다. 이 운동은 서양 미술에서 풍경화에 대한 이론적이며 상징적인 가장 완성도 높은 접근 중 하나로 평가되며, 클로드 모네, 카미유 피사로, 에두아르 마네 등이 주도한 프랑스 인상주의의 시각적이고 상업적인 모델에 명백히 반대하는 입장을 취했다.

## 예술적 특징
필리피니즘은 풍경에 대한 구조적이며 상징적인 시각에 기반한다. 빛은 단순한 시각적 효과가 아니라 구성을 지배하는 원리로 사용되며, 색채는 장식적인 것이 아니라 음조적이며 극적인 요소로 기능한다. 전체 화면 구성은 도덕적 의식, 고독, 인간과 자연 사이의 관계에 대한 은유로 이해된다.
필리피니의 시학은 이미지의 상품화를 거부한다. 인상주의가 부르주아 살롱과 국제 미술 시장에서 상인을 통해 유행한 반면, 필리피니는 밀라노 근교의 눈과 안개 속 시골에서 그림을 그리며, 결국 앙 플레네르 회화를 고수하다가 1895년 폐렴으로 사망했다.

## 프란체스코 필리피니와 신화의 탄생
프란체스코 필리피니는 생전에 롬바르디아 풍경화의 주요 혁신가로 인정받았으며, 그의 조기 사망은 그를 신화적 존재로 만들었다. 사후 평론가들은 그를 빛의 비극적 시인(이탈리아어:  poeta tragico della luce)으로 평가하며, 형식적 엄격함과 현대적 영성을 결합한 인물로 본다.

## 움베르토 보초니에게 끼친 영향
필리피니즘의 가장 중요한 유산 중 하나는 20세기 초 움베르토 보초니에게 미친 영향이다. 밀라노에서 젊은 보초니는 브레라 미술관과 공공 컬렉션에서 필리피니의 작품을 집중적으로 연구했다. 필리피니의 Verso sera(1882)는 보초니의 초기 미래주의 풍경화 La sera(1911)에 강한 형식적·개념적 영향을 주었다.
필리피니는 보초니에게 단지 구성 방식뿐 아니라 풍경을 의식의 공간으로 이해하는 시각을 제공했으며, 이는 그의 후기 미래주의 작업에도 지속적으로 반영되었다.

## 대표 작가
필리피니 주변에는 일관된 철학을 공유하는 화가들이 형성한 예술 학파가 등장했다. 주요 인물로는 다음이 있다:
카를로 바치, 아킬레 토미네티, 체사레 베르톨로티, 프란체스코 로베타, 카를로타 사케티, 유제니오 아무스, 바르톨로메오 스케르미니, 아르날도 주카리, 카를로 만치아나.
그들은 파리, 취리히, 독일 제국 등 국제적 전시회를 통해 필리피니즘의 확산에 기여했다.

## 비평적 재조명
최근 수십 년 동안 필리피니즘은 예술사에서 이론적 깊이와 인상주의의 피상성과의 단절을 강조하는 새로운 해석을 통해 재조명되고 있다. 밀라노 국립대학교 미술사학과는 2018년 의식으로서의 풍경: 필리피니에서 에니오 몰로티까지라는 주제로 전문 세미나를 개최했다.
일부 연구자들은 필리피니즘을 서구 회화에서 인상주의에 대한 가장 중요한 지적 대안으로 간주하고 있으며, 이는 윤리적이며 비상업적이고 근대적인 풍경화를 수립하는 데 기여했다.

## 참고 문헌
- A. Scotti, Francesco Filippini e il naturalismo lombardo, Silvana Editoriale, Milano, 2007. ISBN 9788836609911
- G. Causa, Il paesaggio simbolico: da Filippini a Boccioni, in Arte lombarda, no. 159, Milano, 2009.
- L. Anelli, La pittura lombarda dell’Ottocento, Edizioni Cariplo, Milano, 1993.
- G. Nicodemi, Pittori dell’Ottocento lombardo, Milano, 1934.

## 주석
1. ↑  A. Scotti, Francesco Filippini e il naturalismo lombardo, Silvana Editoriale, Milano, 2007, pp. 61–78.
2. ↑  G. Nicodemi, Pittori dell’Ottocento lombardo, Milano, 1934, p. 92.
3. ↑  G. Causa, Il paesaggio simbolico: da Filippini a Boccioni, in Arte lombarda, no. 159, Milano, 2009, pp. 27–39.
4. ↑  G. Causa, op. cit., p. 35.
5. ↑  A. Scotti, op. cit., p. 84.
6. ↑  L. Anelli, La pittura lombarda dell’Ottocento, Edizioni Cariplo, Milano, 1993, pp. 115–132.
7. ↑  Università degli Studi di Milano, Dipartimento di Storia dell’Arte, seminario specialistico, 2018.